# Grzymysław
Grzymysław – wieś w Polsce, położona w województwie wielkopolskim, w powiecie śremskim, w gminie Śrem, 1 km na południe od Śremu, nad Jeziorem Grzymisławskim. 
| SIMC    | Nazwa      | Rodzaj    |
| ------- | ---------- | --------- |
| 0596292 | Poniatówki | część wsi |

W latach 1975–1998 wieś administracyjnie należała do województwa poznańskiego.
Pierwsza wzmianka o wsi pochodzi z 1282. Wówczas książę Polski, Przemysław, potwierdził nadanie wsi klasztorowi Dominikanek w Poznaniu. W 1394 Sędziwój, wojewoda kaliski, potwierdził, że Mikołaj Strusz sprzedał część Jeziora Grzymisławskiego kościołowi w Poznaniu. Istniał tu folwark starostwa śremskiego, pod koniec XVI wieku leżał w powiecie kościańskim województwa poznańskiego.
Zabytkiem wsi chronionym prawem jest zespół pałacowy z pocz. XX w. Do świątków przydrożnych należy figura Krzyża Świętego z 1947 oraz krzyż sprzed II wojny światowej.